# David Christie Murray
David Christie Murray (* 13. April 1847 in West Bromwich, Staffordshire; † 1. August 1907 in Hampstead, London) war ein britischer Journalist und Schriftsteller.

## Leben
Murray war ein Sohn des Druckereibesitzers William Murray (1806–1880) und dessen Ehefrau Mary Withers (1815–1847). Er hatte noch fünf Schwestern und fünf Brüder und besuchte wie auch diese die Schule in seiner Heimatstadt. Bereits mit zwölf Jahren beendete Murray 1859 seine Schulzeit und begann in der väterlichen Druckerei mitzuarbeiten.
Nach einigen Jahren begann Murray kleine Artikel, meist lokalpolitischer Art, im Wednesbury Advertiser zu veröffentlichen und auch die Birmingham Morning News interessierten sich bald für seine Berichte. Mit 18 Jahren ging Murray 1865 nach London und wurde dort mangels anderer Möglichkeiten Gelegenheitsarbeiter in der Druckerei „Unwin Brothers“. Um seiner finanziellen Misere zu entkommen, ließ er sich noch im selben Jahr von der British Army anwerben und kam zur Kavallerie. Auch dort sah er sich fehl am Platz und konnte sich mit Hilfe einer vermögenden Verwandten wieder freikaufen.
Er wurde Journalist bei verschiedenen Zeitungen und Zeitschriften und macht in dieser Zeit auch Bekanntschaft mit dem Journalisten Frank Frankfort Moore. 1871 heiratete Murray in London Sophie Harris und hatte mit ihr eine Tochter, die aber bereits im Kindesalter starb.
1877/78 berichtete Murray im Auftrag der Tageszeitung The Times als Kriegsberichterstatter vom Russisch-Osmanischen Krieg. Zum abschließenden Berliner Kongress im Juli 1878 wurde dann F. F. Moore entsandt. In dieser Zeit bereiste Murray Großbritannien und berichtete darüber in einer Reihe von Berichten im The Mayfair Magazine. Im darauffolgenden Jahr heiratete Murray zum zweiten Mal und hatte mit seiner Ehefrau einen Sohn. Weitere Töchter und Söhne hatte er aus außerehelichen Beziehungen.
In dieser Zeit begann Murray auch Bücher zu verfassen. Einige davon erschienen als Feuilletonromane in den Zeitschriften The Cornhill Magazine, The English Illustrated Magazine u. a. Zwischen 1881 und 1886 bereiste Murray Belgien und Frankreich. Er ließ sich für einige Zeit an der Küste nieder und lebte auch einige Jahre in Paris. Im Herbst 1886 kehrte er wieder nach London zurück und lebte für einige Zeit auch an der walisischen Küste. Nach einem zweijährigen Aufenthalt in London ging Murray Anfang 1889 wieder nach Frankreich und ließ sich in Nizza (Département Alpes-Maritimes) nieder.
Er lebte dort bis 1896 und unternahm auf Einladung seines Verlegers 1889/90 eine Vortrags- und Lesereise nach und durch Australien. Im Frühjahr 1891 kehrte er wieder nach Südfrankreich zurück. 1884/85 unternahm er eine weitere Vortragsreise nach und durch Kanada und die Vereinigten Staaten. Anschließend lebte er bis 1896 in Nizza und widmete sich seinen literarischen Werken. Im Herbst dieses Jahres gab er sein Haus in Nizza auf und kehrte endgültig nach London zurück.
Immer wieder kränkelnd ließ sich Murray in Hampstead nieder und starb dort nach langer Krankheit 1907 in seinem Haus. Auf dem Hampstead Cemetery (West Hampstead) fand er seine letzte Ruhestätte.

## Werke (Auswahl)
Autobiografisches
- The making of a novelist. An experiment in autobiography. London 1894.
- My contemporaries in fiction. London 1897.

Erzählungen
- From coals of fire and other stories. London 1881.

1. The romance of Giovanni Calvotti.
2. An old Meerschaum.
3. Cruel Barbara Allen.

- Tales in prose and verse. London 1898.
- Recollections. London 1908.

Romane
- A life’s atonement. London 1879.
  - Deutsch: Eines Lebens Busse (= Englische Romanbibliothek, Band 37–39). Barthol Verlag, Berlin 1883 (3 Bände)
- Val strage. A story of the Primrose way. Grädener & Richter, Hamburg 1883 (2 Bände, englisch)
- A bit of human nature and „The lively Fanny“ (= Ashers continental library of favorite modern authors, Band 62). Richter, Hamburg 1887 (englisch)
- The bishop’s amazement. London 1888.
  - Deutsch: Der Bischof in Not. Engelhorn, Stuttgart 1889 (übersetzt von Ferdinand Franz Mangold)
- A cynic fortune. A tale of a man with conscience. London 1889.
- A dangerous catspaw. London 1889.
  - Deutsch: Ein gefährliches Werkzeug. Engelhorn, Stuttgart 1890 (übersetzt von Natalie Rümelin)
- A rougue’s conscience. London 1897.
  - Deutsch: Ein Spitzbubengewissen. Engelhorn, Stuttgart 1899 (übersetzt von Ferdinand Franz Mangold)
- A race for millions. London 1898.
  - Deutsch: Die Jagd nach Millionen. Engelhorn, Stuttgart 1923 (übersetzt von Natalie Rümelin)

Theaterstücke
- Aunt Rachel. A rustic sentimental comedy. London 1886.

Werkausgabe
- Works. Tauchnitz, Leipzig 1886 (2 Bände, englisch)